# Fischbach (Seckach)
Der Fischbach ist ein über sieben Kilometer langer, rechter und nordwestlicher Zufluss der unteren Seckach nach dem Adelsheimer Dorf Sennfeld im Neckar-Odenwald-Kreis im nördlichen Baden-Württemberg.

## Geographie

### Verlauf
Die Fließgewässerkarte der LUBW lässt den Fischbach an der Nordwestspitze des Birkenwalds etwa einen Kilometer westlich des Seckacher Waidachhofs beginnen. Diese Ansicht dürfte keinesfalls unumstritten sein, da um den Waidachshof herum ein ganzes Büschel von nur temporär wasserführenden Gräben verläuft und keiner davon ein voll ausgebildeter Bach ist. Beim Hof Schmachtelberg (Stadt Adelsheim) fließt mit dem Mossiggraben der letzte dieses Büschels an dieser Stelle unmittelbar nördlich der Bundesstraße 292 zu, die das Einzugsgebiet in Ost-West-Richtung durchschneidet. Für die nun noch folgenden 4,0 km Unterlaufs ist die Benennung als Fischbach unstrittig. Hier beginnt das Fischbachtal auch morphologisch, das sich nach Südosten zum Seckachtal hin immer mehr eintieft und dabei anfangs das große Waldgebiet Weidach an dessen Ostrand durchfließt. Die Wasserspende hieraus macht den Fischbach zu einem permanent wasserführenden, ansehnlichen, klaren und sauberen Waldbach. Während anfangs Wald in der Bachklinge steht, säumen auf deren unterer Hälfte die schmalen Wiesenauen der Hebstetter Wiesen den Bachlauf. Schließlich öffnet sich das Tal zum Seckachtal hin, hier liegt neben dem Fließgewässer der halbhektargroße Fischbachsee, der mit seiner kleinen, über einen Holzsteg vom Nordufer aus erreichbaren Insel ein malerisches Bild bietet. Unterhalb der letzten Häuser von Sennfeld, einem Ortsteil von Adelsheim, mündet der Fischbach dann an der Talmühle in die Seckach.
Der Fischbach, sofern erst ab der B 292 gerechnet, läuft ganz im Gebiet der Stadt Adelsheim. Dem nordwestlichen Oberlauf, den ihm LUBW zuschreibt, folgt lange die Gemeindegrenze zwischen der Gemeinde Seckach im Nordosten und Schefflenz im Südwesten, zu Letzterer gehört auch der überwiegende Teil der Weidach, während der größte Teil der nördlichen Gräbenzuflüsse noch auf Seckacher Gebiet liegt.

### Zuflüsse
Hierarchische Liste der Zuflüsse, jeweils von der Quelle zur Mündung. Auswahl.
- Moosiggraben (links), 2,9 km[4]
  - (Bach aus der Haintalklinge) (links), 1,6 km[4]
  - Heuscheuerlegraben (links), 0,6 km[4]
- (Bach aus der Eichklinge) (links), 1,2 km[4]

## Landschaftlicher Charakter

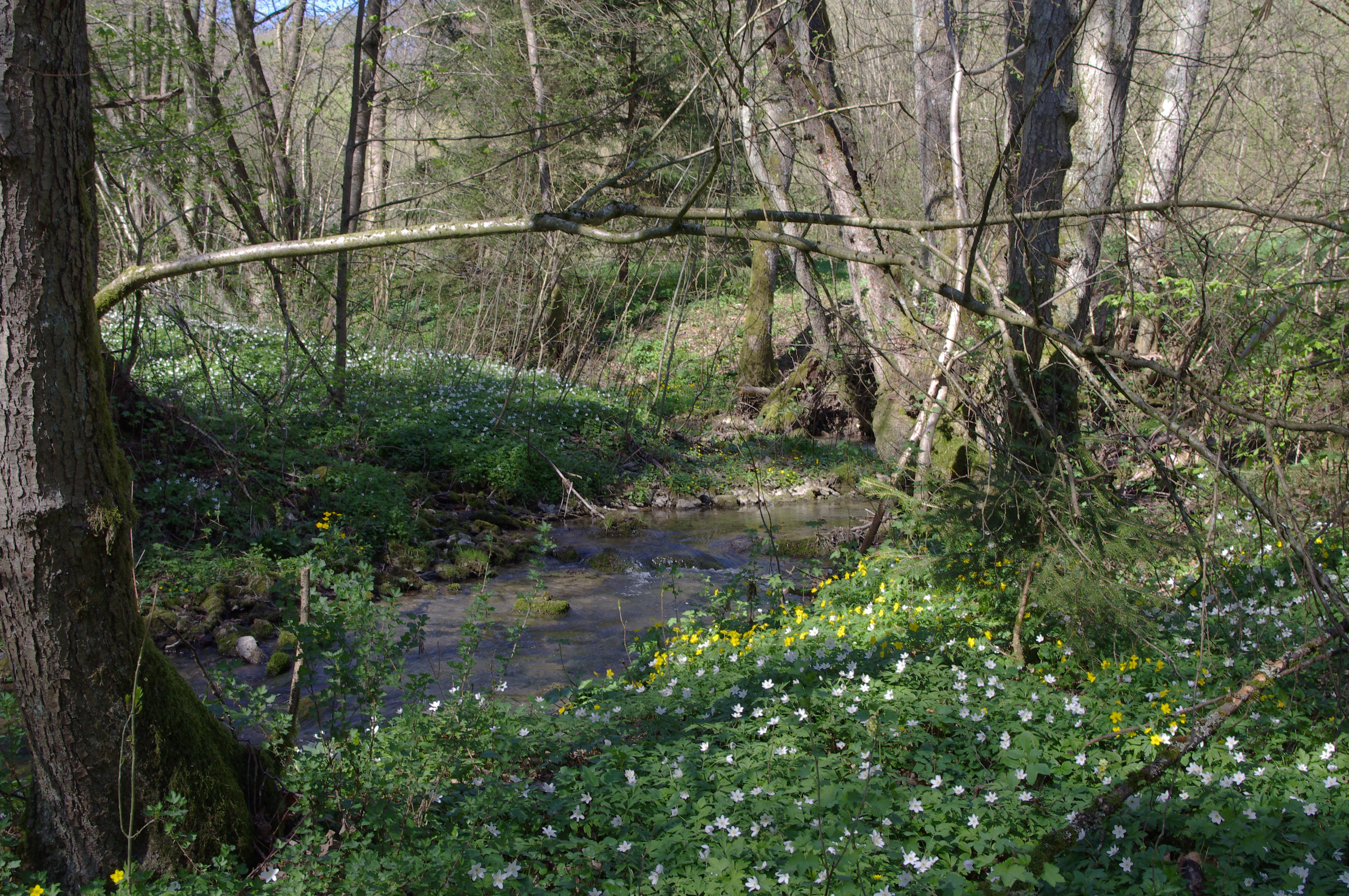
Der Fischbach am Waldrand der Weidach

Für die den Fischbach umgebende Landschaft bietet sich eine Dreigliederung an.
- Der oberste Teil seines Einzugsgebietes bis zum Eintritt des Fischbachs in die Weidach ist überwiegend von intensiver landwirtschaftlicher Nutzung geprägt. Das Bachbett sowie die zufließenden Gräben sind in der Regel begradigt und oft gehölzfrei.
- Im mittleren Abschnitt, wo der Fischbach die Weidach durchfließt und sich sein Tal eintieft, ist er ein reiner Waldbach. Die forstwirtschaftliche Nutzung ist vergleichsweise intensiv. Große Teile seines Tales sind mit instabilen Nadelholzbeständen bestockt, deren Anteil offensichtlich rückläufig ist.
- Ohne nennenswerte Zuflüsse aufzunehmen, hat der Fischbach in seinem unteren Abschnitt eine deutlich höhere Wasserführung; möglicherweise tritt aus dem Bachbett selbst Wasser aus. Ein Zusammenhang mit dem Eintritt des Bachbettes in den mittleren Muschelkalk, einer in diesem Bereich grundwasserführenden Schicht, ist wahrscheinlich (vgl. Sulzbach, Hergstbach). Etwa zwei Kilometer, bevor sich das Fischbachtal zum Seckachtal hin öffnet, verlässt der Fischbach hier den Wald, wobei sich der Gehölzbestand langsam lichtet und zunächst nur schmale Wiesen den Bach begleiten. Hier beginnt der unterste Abschnitt des Tales, das einen ausgesprochen lieblichen und idyllischen Charakter besitzt und dem eine gewisse Bedeutung als Naherholungsgebiet zukommt. Das Grünland beiderseits des gehölzbestandenen Bachs verbreitert sich etwas, während die Hänge weiterhin von Wald – fast ausschließlich Laubmischwald – bestanden sind. Der Bach selbst hat durch Kalksinter zahllose kleine natürliche Wehre und Abstürze gebildet, zwischen denen sich oft kleine Inselchen befinden.

## Schutzgebiete
Große Teile des Tales sind durch Verordnung des damaligen Landratsamts Buchen vom 12. Juni 1956 als Landschaftsschutzgebiet Fischbachtal ausgewiesen worden. Das LSG hat die Schutzgebietnummer 2.25.015 und ist ca. 55 Hektar groß. Der untere Talabschnitt außerhalb des Waldes ist Teil des FFH-Gebietes Seckach und Zuflüsse. Teile des Hangwaldes im unteren Fischbachtal sind als Waldschutzgebiet (Schonwald) ausgewiesen. Des Weiteren sind im Fischbachtal mehrere gesetzlich geschützte Biotope kartiert (sog. §32-Biotope nach § 32 Landesnaturschutzgesetz).
Am unteren Beginn des Fischbachtals, nahe dem Fischbachsee, zeigt ein Schild die folgende nicht ganz korrekte Inschrift:
Naturschutzgebiet Fischbachtal

Manches Herrliche der Welt

Ist in Krieg und Streit zerronnen,

Wer beschützet und erhält,

Hat das schönste Los gewonnen.

Bürgermeisteramt Sennfeld
Auf dem größten Teil des noch nicht sehr eingetieften Oberlaufs bis zum Zufluss des Moosiggrabens begleitet die N 292 Oberschefflenz–Adelsheim den Fischbach rechtsseits in geringem Abstand. Im danach beginnenden, stärker eingeschnittenen Untertal gibt es nur Wirtschaftswege. Das Tal eignet sich für sanfte Erholungsformen wie das Wandern. Selbstverständlich und grundsätzlich müssen dabei die bestehenden Rechtsnormen beachtet werden (Bundesnaturschutzgesetz, Landesnaturschutzgesetz, LSG-Verordnung u. a.)

## Weitere Bilder

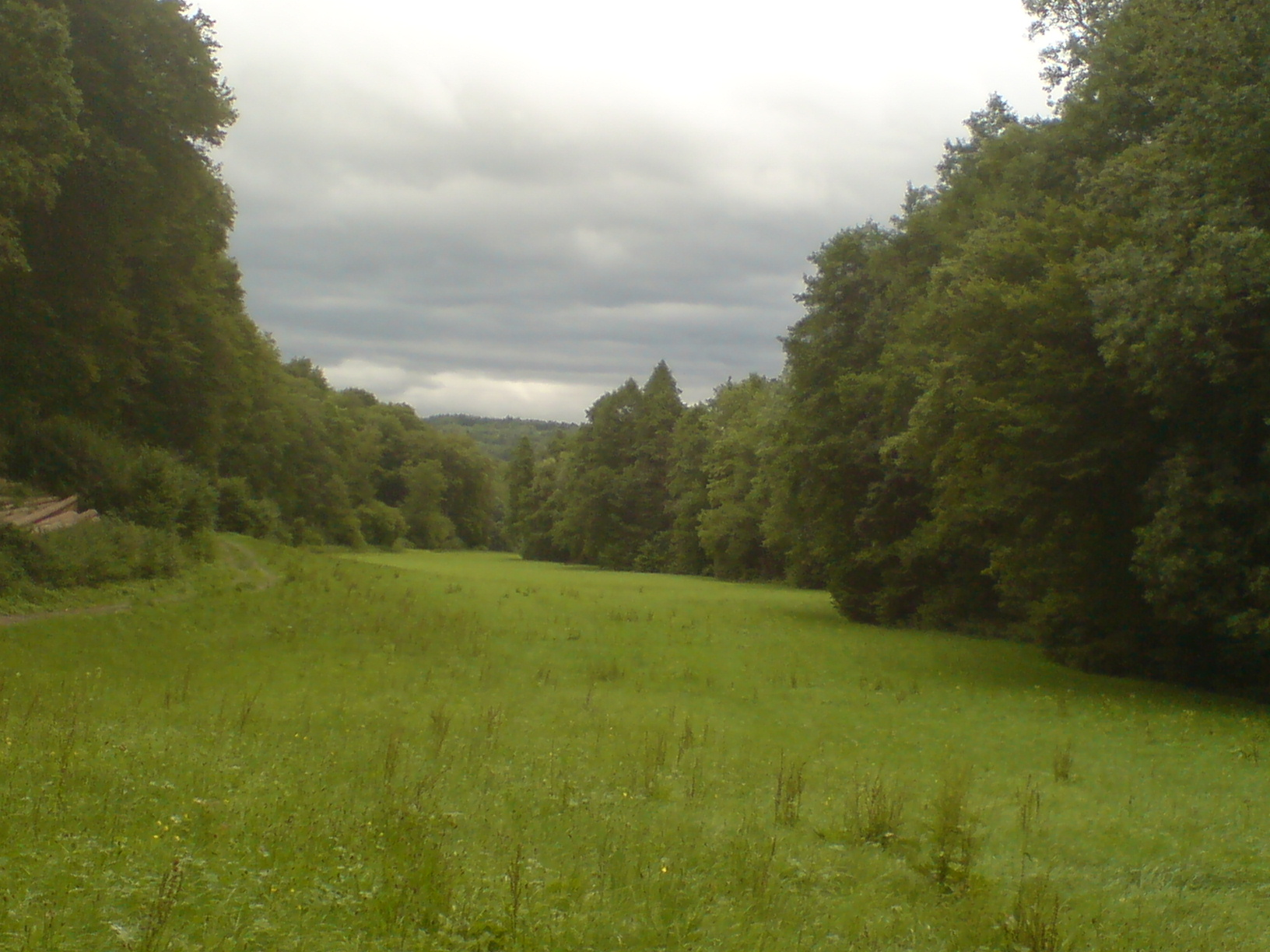
Im unteren Abschnitt des Fischbachtals
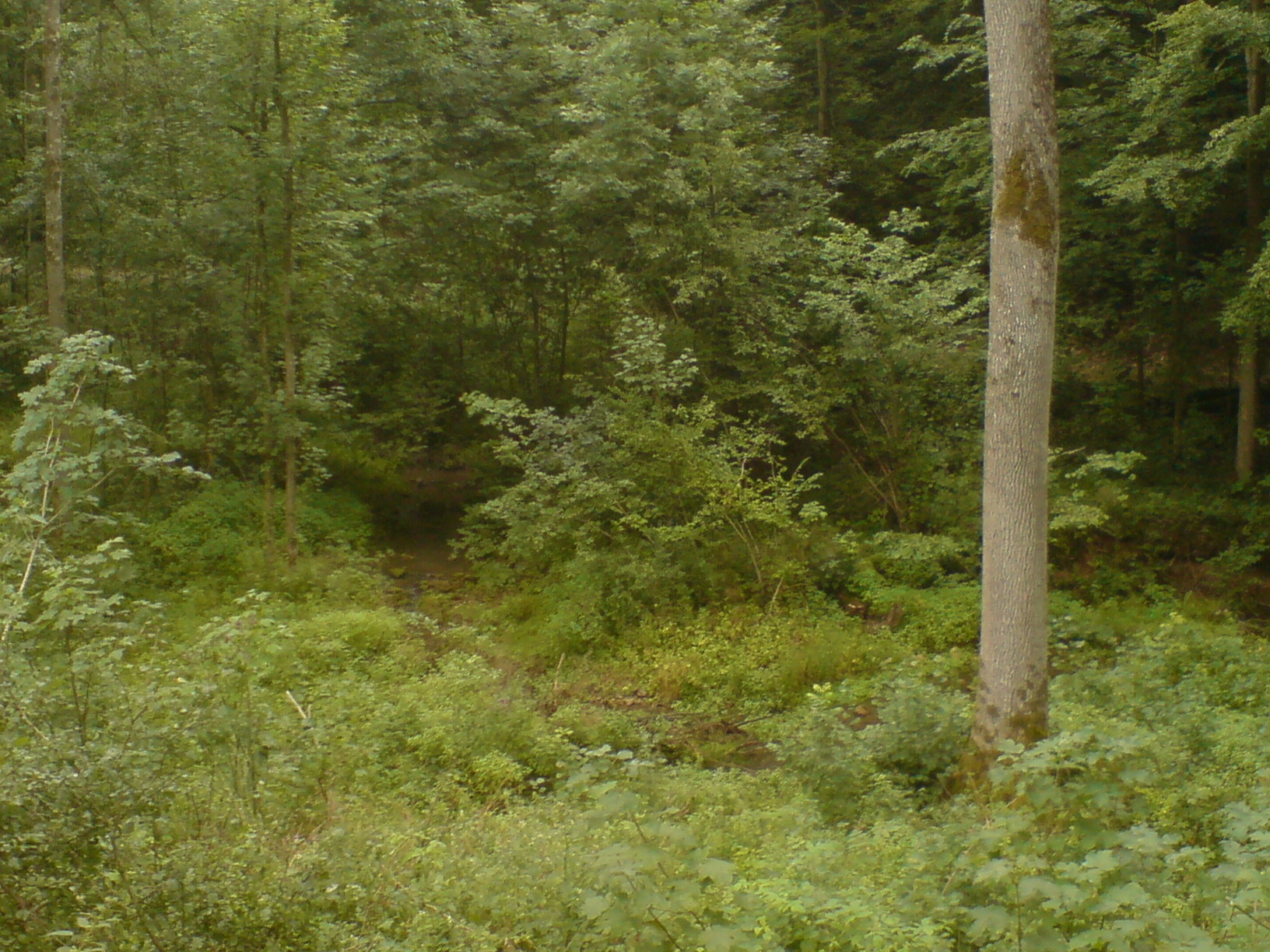
Der Fischbach auf seinem Weg durch die Weidach